# Seznam ljudstev
Ločimo med ljudstvi in narodi ter etničnimi skupnostmi (skupinami), narodnostmi in plemeni in celo nacijami.
Na spodnjem abecednem seznamu so samo ljudstva, ki živijo v sedanjem času. Kaldejcev in Keltov, na primer, ni na njem, Maji pa so. Za ta ljudstva glej seznam starodavnih ljudstev.

## A
Abhazijci -
Adigejci - glej Čerkezi
Afari -
Ajmaki -
Ajmari -
Ajnuji -
Alani -
Algonkijci -
Altajci -
Amasalimiuti -
Amhari -
Anasazi -
Apači -

## B
Baji -
Bambari -
Bandi -
Bantujci -
Batavi -
Batwa -
Beji -
Belučijci -
Beni -
Berberi -
Beslenejci - glej Čerkezi -
Biharci -
Borana -
Briganti -
Briti -
Burjati -
Barakarji (Štepančani) -

## C
- Cvani
- Cree

## Č
- Čečeni
- Čerkezi
- Čipevjani (Dene)
- Čukči (Čukši)
- Čuvanci
- Čuvaši

## D
Dačani - 
Dakote -
Daorsi -
Dariganga -
Dioli - Dinki - 
Dogoni -
Dolgani -
Dorbedi -
Džermi

## E
- Enci
- Eskimi (Inuiti, Inuji)
- Eveni
- Evenki
- Evi

## F
- Felaši
- Franki
- Fulani

## G
- Gepidi
- Gurage
- Gurki

## H
Hadija -
Haji -
Hanti -
Hazari -
Heheti -
Heruli -
Hetiti -
Hopiji -
Hupaji -
Huroni -
Hutuji

## I
- Ibani
- Iboji (Igboji)
- Inupiati
- Inuvialuiti
- Irokezi

## J
Jakimi -
Jakuti -
Janomami (Širiani) -
Jaoji -
Javapaji -
Jekvani -
Jorubi -
Jukagiri -
Jupiki -
Jurčeni -
Jutungi

## K
Kabardinci -
Kabri -
Kalaaliti -
Kalki -
Kanuri -
Karačajci -
Karakalpaki -
Kareni -
Karimodžongi -
Karveti -
Kazahi -
Kečuji (Quechua) -
Kembata -
Keti -
Kiove -
Kitani -
Kmeri -
Kojsani -
Kojkoji -
Kongrati - 
Konso -
Korjaki -
Kornovijci -
Kuranki

## L
Lakringi -
Langobardi -
Laponci -
Limbi -
Loki -
Lomvi

## M
Maji -
Makondi -
Makuji -
Malavi -
Mandani -
Mandingi -
Mansi -
Maori -
Masaji -
Mavri -
Mendi -
Mikito -
Miksteki -
Mina -
Monačani -
Muisca -

## N
Nahua (potomci Aztekov in sorodnih ljustev) -
Naristi -
Naurijci -
Navahi (Navajo) -
Ndebele -
Nenci -
Nevari -
Ngalopi -
Nganasani -
Njamvezi -
Nube/Nubijci -

## O
- Ogoni
- Omahe
- Oroki
- Oromo (Gali)?+seksabitchimama
- Otoji

## P
Pahtuni -
Pajuti -
Pandarami -
Parahauni -
Pigmejci -
Pipili -
Potavatomi

## R
- Ramaguie
- Romi

## S
Saami -
Sariji -
Sasi -
Selkupi -
Sereri -
Severni Jakuti -
Sidamo -
Sindi -
Songaji -
Suji (Sioux) -
Sukumi -
Sumu -
Svahilci -
Svebi

## Š
- Šankila
- Šapsugi - glej Čerkezi
- Šoni
- Šošoni
- Švabi

## T
- Tamangi
- Tamilci (Tamili)
- Taruji
- Tatari
- Temni
- Thongi
- Tigrejci (Tigrinji)
- Tivi
- Tofalari
- Tonganci
- Tuaregi
- Tukulorji
- Turingi
- Tutsiji
- Tuvinci
- Twa - glej Batwa

## V
- Velamo
- Vede
- Vindeliki
- Viromanduji
- Volofi

## Z
- Zahodni Goti
- Zapoteki